# Pelidnota dobleri
Pelidnota dobleri är en skalbaggsart som beskrevs av Frey 1967. Pelidnota dobleri ingår i släktet Pelidnota och familjen Rutelidae. Inga underarter finns listade i Catalogue of Life.